# Bandera d'Hongria
La bandera d'Hongria es compon de tres bandes horitzontals, vermella a dalt, blanc al mig i verda a baix. Aquesta bandera va aparèixer el 1848 amb les revoltes hongareses quan aquest país formava part de l'Imperi Austrohongarès. No es va imposar en aquest imperi fins al 1867. Fins al 1945 va tenir una corona reial al centre. La forma actual de la bandera fou adoptada el 1957, es tracta d'un rectangle de proporcions 1:3.

## Orígens
La bandera actual d'Hongria té el seu origen en la Revolució hongaresa de 1848, emmarcada en la Primavera dels pobles. No només fou una revolució contra la monarquia per tal d'establir una república, sinó que també fou un moviment nacional contra els Habsburg austríacs.
D'aquesta manera, la forma tricolor de la bandera es basa en l'escarapel·la tricolor francesa i les idees de la Revolució Francesa, tot i que els colors escollits s'esmenten en una cerimònia de coronació de 1608, però la seva associació amb els monarques d'Hongria pot remuntar-se al segle XIII. L'escut apareix a la meitat del segle xv, tot i que la versió actual difereix en alguns detalls. Aquest escut té el seu origen a finals del segle xii i principis del XIII com al propi de la Dinastia Árpád, regnant a Hongria.
El folklore del Romanticisme va atribuir els colors a virtuts: el vermell representa la força, el blanc és la fe i el verd representa l'esperança. També s'ha interpretat el vermell com la sang vessada per la pàtria, el blanc per la llibertat i el verd pels camps i les pastures d'Hongria.

## Banderes històriques d'Hongria

Bandera del Principat d'Hongria (895-1000)
Estendard Reial del Regne d'Hongria sota Béla III d'Hongria (1172-1196)
Estendard Reial del Regne d'Hongria (segle XII)
Estendard Reial del Regne d'Hongria sota la dinastia Angevina (1301-1382)
Estendard Reial del Regne d'Hongria sota Segimon I del Sacre Imperi Romanogermànic (1387-1437)
Estendard Reial del Regne d'Hongria sota Vladislav I (1440-1447)
Estendard Reial del Regne d'Hongria sota Maties Corví (1458-1490)
Estendard Reial del Regne d'Hongria sota Vladislau II (1490-1515)
Estendard Reial del Regne d'Hongria sota Lluís II d'Hongria (1516-1526)
Possible bandera de l'Imperi Otomà, que va ocupar el Regne d'Hongria des del 1541 fins al 1699
Bandera de la dinastia Habsburg utilitzada a Hongria i després com a part de l'Imprei Austríac (1699-1804 i 1804-1849 respectivament)
Bandera de l'Estat Hongarès (1849)
Bandera de l'Imperi Austríac (1849-1867)
Bandera del Regne d'Hongria (1867-1869) dins l'Imperi Austrohongarès
Bandera del Regne d'Hongria (1869-1874) dins l'Imperi Austrohongarès
Bandera del Regne d'Hongria (1874-1896) dins l'Imperi Austrohongarès
Bandera del Regne d'Hongria (1896-1918) dins l'Imperi Austrohongarès.
Bandera de la República Popular Hongaresa (1918-1919)
Bandera de la República Socialista Federativa Soviètica d'Hongria (1919)
Bandera del Regne d'Hongria (1919-1946)
Bandera de la Segona República Hongaresa (1946 - 1949)
Bandera de la República Popular d'Hongria (1949-1956) amb l'escut estalinista de Rákosi
Bandera sense l'escut de Rákosi, que va esdevenir símbol de la insurrecció de Budapest (1956)
Bandera Governamental de la República Popular d'Hongria (1956-1990)
Bandera de la República Popular d'Hongria i l'actual República d'Hongria (1957-actualitat)

Com s'ha descrit anteriorment, la bandera tricolor va aparèixer com un signe de sobirania nacional durant la revolució de 1848-49 contra els Habsburg. Després que la revolució fou reprimida, la bandera fou prohibida per l'emperador austríac.
No fou fins després del Compromís austrohongarès de 1867 que la bandera tricolor va esdevenir, només legal, sinó que també fou l'oficial d'Hongria. La bandera tenia llavors el que s'anomena l'escut menor d'Hongria. Aquesta configuració fou utilitzada fins a la fi de l'Imperi dels Habsburg, el 1918.
Després de la caiguda de l'Imperi Austrohongarès, entre 1918 i 1920, hi va haver nombrosos canvis menors en la bandera que són difícils de resseguir la traça. Els colors van restar iguals, només l'escut va canviar. La sola excepció fou el període de la República dels Consells que durà només 100 dies i que va adoptar la bandera vermella.
Sembla que entre 1920 i 1944-45 es va utilitzar la bandera tricolor amb les armes menors d'Hongria. Entre 1946 i 1949 es va enretirar la corona damunt de l'escut. Al final, el 1949 el nou escut soviètic es va col·locar al centre de la bandera.
Durant la Revolta de Budapest, els revolucionaris van retirar l'escut estalinista i feien servir la bandera hongaresa amb un forat al mig, com a símbol de la revolució.
Després de la insurrecció, esclafada per l'Exèrcit Roig, durant la restauració comunista de 1957, es va crear un nou escut que no fou usat mai oficialment a la bandera. D'aquesta manera, la bandera hongaresa va restar tricolor des de 1957.
Després de la caiguda del règim comunista el 1989, no hi va haver necessitat de canviar la bandera que no portava cap emblema del règim anterior.
Fa uns anys, el Comitè dels Símbols va recomanar que l'escut havia de figurar a la bandera d'Estat, però no a la bandera nacional. Tot i que aquesta disposició no fou legalment aprovada, en la majoria de casos les armes són usades en aquesta bandera.

## Descripcions exactes
La constitució no estableix res pel que fa a l'aparença ni les proporcions de la bandera. Mentrestant hi ha una llei de 1957 que aparentment és vàlida. Estableix que els vaixells mercants han de portar una bandera tricolor vermell-blanc-verd amb una proporció de 2:3.
Per un decret de govern datat l'any 2000 les proporcions de les banderes utilitzades en els edificis governamentals ha de ser d'1:2.
Això significa:
- Una bandera tricolor vermell-blanc-verd. Diverses variacions es poden fer servir segons la llei 1995/LXXXIII §11 (3) "(3) En els casos específics dels paràgrafs (1) i (2), les armes i la bandera poden ser usades amb les formes històriques - 1995/LXXXIII §11 (1) "(1) Amb l'objectiu de declarar la pertinença a la nació, les persones privades podent usar l'escut i la bandera en els límits continguts en aquesta llei."
- Tricolor vermella-blanca-verda, proporcions 1:2 per decret de 2000. Segons la lleig 1995/LXXXIII §11 (4), le blason officiel de la Hongrie peut être placé comme badge.
- Fons blanc amb vermell i verd en alternança en llengües de foc als marges. L'escut és flanquejat per una branca de roure a l'esquerra i una branca d'olivera a la dreta. Proporcions no definides (1995/LXXXIII §8 (1))
- 2:3 (proporcions definides per una llei de 1957) tricolor vermella-blanca-verda
- Desconeguda
- Fons blanc amb uns marges de triangles que alternen vermell i verd. L'escut es troba en el primer terç de la bandera a l'esquerra. Proporcions no definides. (1995/LXXXIII §8 (2))